# Open Air Sporting Club
L'Open Air Sporting Club è stato una società calcistica italiana con sede a Napoli, fondata nel 1908 e scioltasi nel 1911.

## Storia
L'aristocratico Open Air Sporting Club fu fondato tra gennaio e febbraio del 1908, da parte principalmente di un gruppo di rampolli della nobiltà partenopea come il Marchese Michele Ruffo della Scaletta, i fratelli Costa, Verusio, D'Andria, i fratelli Panagia, Alfonso Parise e Alfredo Vittorio Reichlin, quest'ultimo ricoprendo il ruolo di centrocampista; tra gli altri soci è stato ricordato Giorgio Ascarelli.
Nel marzo 1908 cominciò il Campionato Campano di Terza Categoria al quale, oltre al Naples, presero parte anche Open Air, SS Napoli e SC Audace. Il 12 aprile 1908 si disputò la semifinale tra Naples e Open Air che fu vinta dal Naples per 15-0.
Nel 1909 si iscrisse al campionato regionale di Terza Categoria, venendo eliminata in semifinale (2-0) dal Naples il 28 marzo. Nel frattempo il 27 marzo 1909 fu inaugurato il nuovo campo dell'Open Air alle Terme di Agnano, con una partita amichevole tra le riserve del Naples e dell'Open Air, vinta dai primi per 3-1.
Nell'ottobre 1909 il Naples organizzò il torneo regionale di football a Caserta, al quale si iscrissero le tre squadre partenopee Naples, Open Air e Audace, e la squadra casertana del Robur, anche se l'Open Air decise di dare forfait all'ultimo momento; il torneo fu vinto dal Naples.
Nel marzo 1910 l'Open Air organizzò la Coppa Città di Napoli, perdendo sul proprio campo la finale della Categoria A della coppa contro il Naples (7-1). Nel frattempo l'Open Air disputò il girone napoletano della Terza Categoria Campana 1910 chiudendo al sesto e all'ultimo posto perdendo tutte le partite.
Nel 1911 cessò l'attività; la sua inattività facilitò la fuoriuscita di parecchi suoi soci passati ad aumentare le file di altre società.